# 利特爾斯普林斯 (密西西比州)
利特爾斯普林斯（英語：Little Springs）是位於美國密西西比州富蘭克林縣的非建制地區。

## 地理
利特爾斯普林斯所處的海拔為高於海平面134米（即440英呎），而該地所採用的時區為UTC-6，即北美中部時區（CST）。同時該地設有夏令時間，為UTC-6調快一小時，即UTC-5（CDT）。